# Lars Hjörne
Lars Göran Hjörne, född 20 oktober 1929 i Göteborg, är en svensk journalist. 

## Biografi
Lars Hjörne är son till Harry Hjörne och Anna Elvira Ohrlander. Han var bror till Bengt Hjörne (1923-1983). Han hoppade av läroverket och började som volontär på den av familjen ägda Göteborgs-Posten 1947. Han arbetade sedan på tidningen i olika befattningar, övertog formellt chefredaktörskapet efter fadern 1969 och ledde tidningen till 1989. 
Han har också sedan 1988 varit huvudägare till den familjeägda tidningen, men avvecklade ägandeskapet till förmån för sina barn i början av 1990-talet.

### Familj
Lars Hjörne har varit gift med Anne Gyllenhammar (1930–2016) och har med henne barnen Peter Hjörne och Marika Cobbold Hjörne.